# Kökösbácstelek
Kökösbácstelek (románul Băcel, korábban Baștelec) falu Romániában, Erdélyben, Kovászna megyében.

## Fekvése
Az Alsó-Háromszéki-medencében, Sepsiszentgyörgytől 13 km-re délre, a Feketeügy bal partján fekszik. Keleti végében ömlik a Feketeügybe a Tatrang folyó.

## Története
Bácstelek Dobollóhoz tartozó népes puszta volt, amely a trianoni békeszerződésig Háromszék vármegye Sepsi járásában feküdt. Kökösbácstelek Bácstelek és Farkasvárótelep összevonásából alakult ki, 1925-ben lett önálló község. 1968-tól Kököshöz tartozik.

## Népesség
1900-ban 412 lakosa volt.
1930-ban 665 lakosából 659 román, 6 magyar volt.
1992-ben 654 román, 5 magyar és 1 német lakosa volt.
A 2002-es népszámláláskor 622 lakosa közül 615 fő (98,9%) román, 7 (1,1%) magyar volt.